# Vellamo
Vellamo, també escrit Wellamo, és la deessa de l'aigua, els llacs i els mars de la mitologia finesa.
Es diu que Vellamo és alta i bonica, i és molt respectada pels pescadors, que li preguen per tenir sort de pescar. Vellamo també pot controlar els vents per ajudar els mariners, i ella controla les tempestes i les onades. Vellamo té vaques màgiques que viuen als camps submarins. De vegades, durant la boira del matí, porta les seves vaques per sobre de la superfície per menjar fenc d'aigua. Vellamo porta un vestit blau fet d'escuma de mar.
El nom "Vellamo" prové de la paraula finesa "velloa", que significa "moviment de l'aigua i les ones". El marit de Vellamo és el déu marí finlandès Ahti.
El Centre Marítim Vellamo que es troba a la ciutat de Kotka, Finlàndia, porta el nom de Vellamo.
Se la pot veure representada com una sirena a l'escut d'armes de Päijänne Tavastia.

## En la cultura popular
L'artista Ambient Folk Archaic Earth té una cançó "Vellamo's Song" a l'EP Hiraeth